# Mareile
Mareile ist ein weiblicher Vorname. Es ist eine Koseform zu Marie, die vorwiegend im norddeutschen und friesischen/niederländischen Sprachraum gebräuchlich ist.
Literarisch belegt ist der Vorname beispielsweise im Roman „Beate und Mareile“ von Eduard Graf von Keyserling.
Mareile ist auch die Bezeichnung für einen Rennsteigstein.

## Bekannte Namensträgerinnen
- Mareile Blendl (* 1976), deutsche Schauspielerin
- Mareile Flitsch (* 1960), deutsche Ethnologin und Sinologin
- Mareile Höppner (* 1977), deutsche Moderatorin und Journalistin
- Mareile Krumbholz (* 1982), deutsche Organistin und Musikpädagogin
- Mareile Marx-Scheer (* 1962), deutsche Filmeditorin
- Mareile Moeller (* 1978), deutsche Schauspielerin
- Mareile Seeber-Tegethoff (* 1970), deutsche Ethnologin, Biografin und Autorin